# Adriana Louvier
Adriana Louvier Vargas (Ciudad de México, 18 de septiembre de 1980) es una actriz mexicana.

## Biografía
Estudió la carrera de actuación en el Centro de Formación Actoral de TV Azteca, lo cual le permitió el acercamiento a la televisión a través de telenovelas como Enamórate, La heredera y Amor en custodia.
En 2006, tuvo su primer protagónico en Ángel, las alas del amor, al lado del argentino Christian Sancho.
En 2008, fue la villana juvenil de Tengo todo excepto a ti.
En teatro, ha participado en puestas en escena tales como Crímenes del corazón y Fresas en invierno, de Raúl Quintanilla. El cine ha sido una gran pauta en su carrera, y en su filmografía destacan: Adiós, mundo cruel, del director Jack Zaha; Espacio interior, de Carlos Parlange, donde comparte créditos con Ana Serradilla, Marina de Tavira y Kuno Becker; posteriormente, filmó la película Amar no es querer, dirigida por Guillermo Barba.
En el 2012, se trasladó a Televisa para interpretar a Olga, la antagonista principal de Corona de lágrimas, producción de José Alberto Castro, protagonizada por Victoria Ruffo.[cita requerida]
En 2013, participó en la telenovela Quiero amarte, donde compartió créditos con Karyme Lozano, Cristián de la Fuente, Diana Bracho, Flavio Medina y José Elías Moreno.[cita requerida]
En 2014, protagoniza la telenovela Yo no creo en los hombres, al lado de Gabriel Soto, y también participó en las películas Fachon Models y Más negro que la noche.[cita requerida]
En 2015, participó junto a Jaime Camil en la película Ilusiones S.A..
En 2016, protagoniza la telenovela original Sin rastro de ti, producida por Silvia Cano, y comparte créditos con Danilo Carrera y Ana Layevska.[cita requerida]
En 2017-2018, participa nuevamente junto con Gabriel Soto en la telenovela Caer en tentación, producida por Giselle González, y actuó al lado de Silvia Navarro, Carlos Ferro, José Manuel Rincón, entre otros.[cita requerida]
En el 2018, apareció en el largometraje Recuperando a mi ex, dirigida por Gabriel Guzmán Sánchez.[cita requerida]

## Trayectoria

### Cine
- ¡Que viva México! (2023) - Normita[4]
- Enfermo amor (2022) - Sofía
- Dos mas dos (2022) - Sara
- Animales humanos (2020) - Fabiola
- Recuperando a mi ex (2018) - Laura
- Ilusiones S.A. (2015) - Isabel
- Más negro que la noche (2014) - María
- Fachon Models (2014) - Carolina
- Sobre ella (2013) - Sandra
- Hidden Moon (2012) - Apolonia
- Amar no es querer (2011) - Jackie
- Adiós, mundo cruel (2011) - Claudia
- Toda la suerte del mundo (2010) - Elena
- Déjalo así (2007)
- El diente de la princesa (2007) - Doblaje
- Yo también te quiero (2005) - Tania

### Telenovelas
- Pecados inconfesables (2025) - Fedra De Baar[5]
- Pacto de silencio (2023) - Fernanda Alarcón[6]
- La mujer del diablo (2022-2023) - Soledad Insulza[7]
- Caer en tentación (2017-2018) - Carolina Rivas Trejo de Alvarado
- Sin rastro de ti (2016-2026) - Julia Borges / Lorena Mendoza
- Yo no creo en los hombres (2014-2015) - María Dolores Morales Garza[8]
- Quiero amarte (2013-2014) - Constanza Olazábal
- Corona de lágrimas (2012-2013) - Olga Ancira Cervantes
- Emperatriz (2011) - Esther Mendoza del Real
- Ángel, las alas del amor (2006-2007) - Celeste
- Amor en custodia (2005-2006) - Tatiana Aguirre Velasco / Lucía
- La heredera (2004-2005) - Linda Arellano
- Enamórate (2003) - Pato
- La mujer de Lorenzo (2003) - Silvia Estévez
- Lo que es el amor (2001-2002) - Julieta Rivas
- Golpe bajo (2000-2001) - Lluvia

### Teatro
- Enfermos de amor (2018-2019)
- Fresas en invierno (2008-2009)
- Crímenes del corazón (2003)

### Programas de televisión
- Atrévete (1999) - Conductora

## Premios y nominaciones

### Festival Pantalla de Cristal
| Año  | Categoría    | Película          | Resultado |
| ---- | ------------ | ----------------- | --------- |
| 2012 | Mejor actriz | Amar no es querer | Nominada  |

### Premios TVyNovelas
| Año  | Categoría                | Telenovela                | Resultado |
| ---- | ------------------------ | ------------------------- | --------- |
| 2018 | Mejor actriz protagónica | Caer en tentación         | Nominada  |
| 2017 | Mejor actriz protagónica | Sin rastro de ti          | Nominada  |
| 2015 | Mejor actriz protagónica | Yo no creo en los hombres | Ganadora  |

### Premios Bravo
| Año  | Categoría    | Telenovela                | Resultado |
| ---- | ------------ | ------------------------- | --------- |
| 2015 | Mejor actriz | Yo no creo en los hombres | Ganadora  |

### Diosas de Plata
| Año  | Categoría    | Telenovela     | Resultado |
| ---- | ------------ | -------------- | --------- |
| 2016 | Mejor actriz | Ilusiones S.A. | Nominada  |
| 2015 | Mejor actriz | Fachon Models  | Nominada  |